# Hatem Ben Arfa
Hatem Ben Arfa (em árabe: حاتم بن عرفة; Clamart, 7 de março de 1987) é um ex-futebolista francês de ascendência tunisiana que atuava como meio-campista ou ponta-direita.

## Carreira

### Lyon

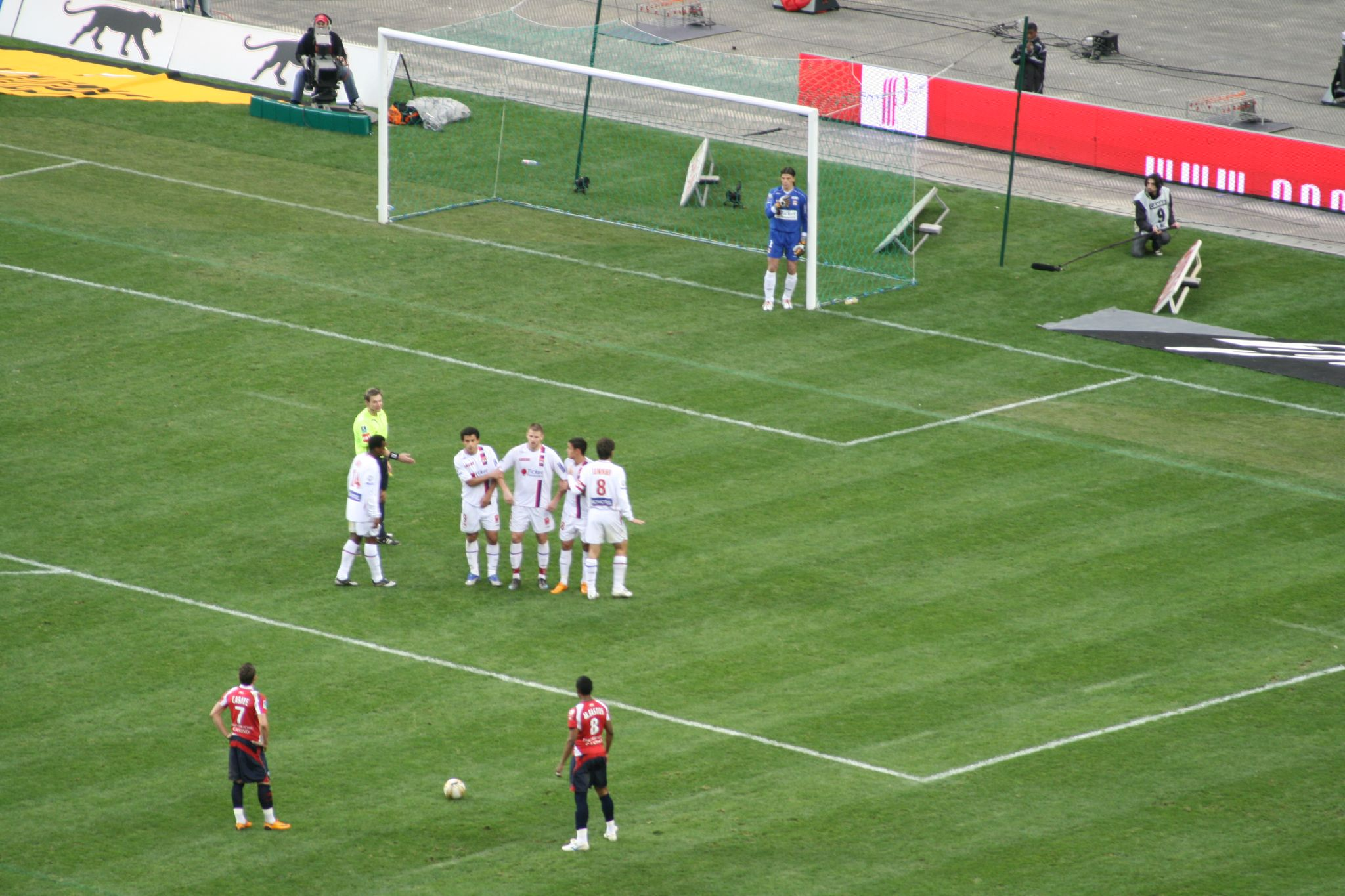
Ben Arfa ao lado de Juninho (camisa 8) formando uma barreira em uma falta prestes a ser cobrada por Michel Bastos

Ben Arfa estreou no Lyon durante a temporada 2004–05, mas só chegou a ter uma real sequência na temporada seguinte. Contudo, foi na época 2007–08, aos 20 anos, que o jogador conseguiu um destaque na equipe francesa.
O jovem marcou seis gols na Ligue 1, e balançou as redes duas vezes na Liga dos Campeões, sendo todas elas na vitória por 4–2 contra o Stuttgart, pela fase de grupos da competição.
O jogador venceu o prêmio de Melhor Jogador Jovem do Campeonato Francês naquela temporada e chamou a atenção de outra equipe francesa. O Olympique de Marseille buscou contratá-lo, mas, após o atleta fazer até os exames médicos no clube, o presidente do Lyon declarou que as negociações não aconteceriam.
Ben Arfa não apoiou a decisão do presidente e acionou o Comitê Jurídico da Liga Francesa e assinou com o OM no dia seguinte. Após 92 partidas e 12 gols marcados, o meia assinou com outra equipe francesa e deixou o Lyon com nove títulos conquistados.

### Olympique de Marseille

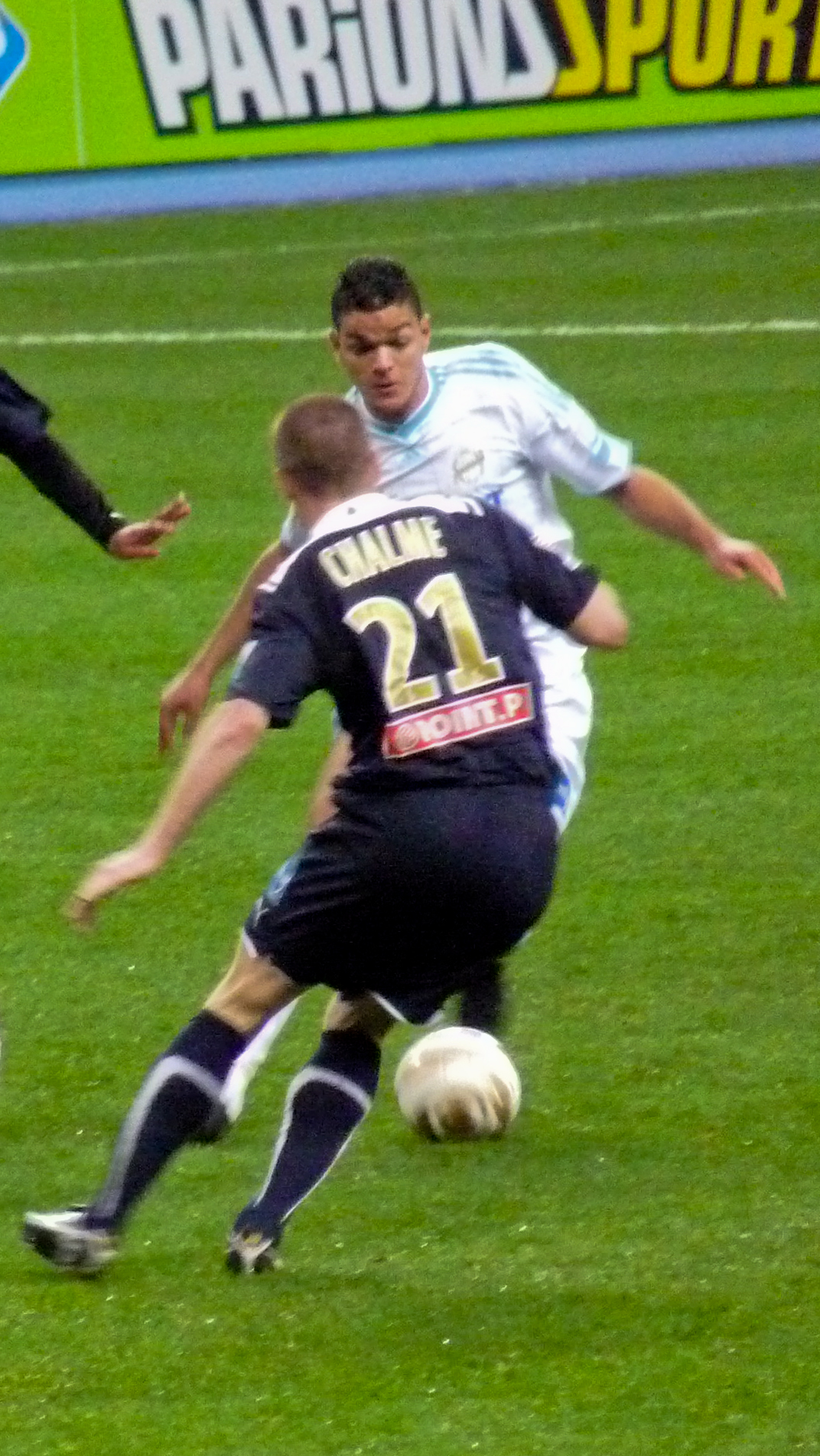
Ben Arfa em ação pelo Marseille em 2010

Por conta de seu destaque e expectativa, em junho de 2008 o Marseille pagou 12 milhões de euros para contratar o jogador.
Seu início no Olympique de Marseille parecia promissor. Ele estreou na equipe pela Ligue 1 marcando um gol em um épico empate por 4–4 diante do Rennes, e logo em seguida realizou uma boa sequência de três partidas marcando um gol pela competição. Outro detalhe que o fez se destacar foi a grande velocidade e a facilidade nos dribles.
Apesar de ser um jogador com demasiada habilidade, ele carecia de ter um bom comportamento. Certa vez, o jogador chegou a discutir com o treinador da equipe no vestiário e começou a entrar cada vez menos no time. Sua volta só ocorreu quando o técnico foi demitido e foi substituído por Didier Deschamps.
O meia-atacante marcou oito gols em sua primeira temporada e terminou a segunda com sete, somando então 15 tentos em 92 partidas. Contudo, isso ficou aquém das expectativas do time, que decidiu emprestá-lo para outro time na época seguinte. Seus números na primeira temporada fizeram a equipe conquistar a Ligue 1.

### Newcastle
Seus números na França fizeram com que o Newcastle buscasse contratá-lo, todavia, Deschamps não estava a vontade com a saída do jogador. Ele, por sua vez, reclamou a saída da equipe e tão logo foi cedido, por empréstimo, para o time da Premier League.
No dia 3 de outubro de 2010, num jogo válido pela Premier League, teve suas pernas quebradas com apenas três minutos de partida, após uma dividida com o volante neerlandês Nigel de Jong, do Manchester City. Ben Arfa foi levado ao hospital e operado, enquanto De Jong não foi advertido pelo árbitro.
Mesmo lesionado e com seis gols em 30 jogos, o clube confiou no atleta e o contratou em definitivo. Eles confiavam que Arfa, recuperado de sua lesão, voltaria a apresentar um bom futebol na temporada seguinte.
Suas próximas duas temporadas seriam marcadas por lesões que o impediriam de fazer mais jogos. Nos momentos em que esteve disponível, o jogador marcou quatro e três gols em cada temporada, respectivamente. Ele deixou o time ao fim da época 2013–14, também por empréstimo.

### Hull City
Em nove jogos pelo Hull City, o jogador não fizera nenhum gol e não venceu partida alguma. Ele havia sido emprestado no meio da época 2014–15, quando a equipe ocupava a 10ª colocação, mas terminou a mesma temporada em 17º colocado. Assim, o jogador foi rebaixado com o time.
Ainda em seu tempo pelo Hull City, Ben se desentenderia com Steve Bruce, o treinador, e deixou de ser relacionado para os jogos do time.
O jogador teve seu contrato encerrado antes do tempo previsto e o Newcastle o dispensou na sequência. O treinador da equipe na época afirmou que não queria mais ver Ben Arfa atuando pelos Magpies e seu contrato foi rescindido.
Assim, em um momento muito turbulento, o jogador pensou em desistir do futebol e se aposentar. Contudo, foi por conta de leitura de filósofos que ele conseguiu mudar de ideia e tentar mais uma vez:
| “                                                                | Eu sei que a imagem de um jogador que lê filosofia ou poesia pode provocar risos, mas, quando eu estava no abismo, encontrei forças para emergir graças a Nietzsche e Sócrates. Os autores abrem minha mente, oferecem novas perspectivas de reflexão. Então, eu vou recolhendo livros que acho perdidos em restaurantes, bares, aeroportos. Ou na internet, como todo mundo. | ” |
| — Ben Arfa, sobre os livros que leu para recuperar-se no futebol | |   |

### Nice
Sua chegada no Nice foi interrompida de maneira inesperada. O atleta já havia estado com o Hull City e com o Newcastle Sub-21 naquela temporada de 2014–15, com isso, de acordo com as Regras da Federação Francesa de Futebol, o jogador não podia mais jogar por nenhum time em solo francês. O jogador já tinha assinado com a equipe, mas rescindiu o contrato e, após seis meses (onde não jogou por nenhuma equipe), assinou com o clube novamente.
Na equipe francesa, o jogador fez a melhor temporada de sua carreira até aquele momento. Em seu retorno à Ligue 1, o atleta logo correspondeu marcando 15 gols, com destaque para seu hat-trick diante o Rennes na 33ª rodada.
Tanto destaque fez com que o jogador fosse cotado para jogar a Eurocopa de 2016, contudo, o chamado não aconteceu. Ele também integrou a equipe ideal do campeonato.
Apesar de não ter conquistado títulos, o jogador foi muito bem quisto em sua passagem pela equipe e logo retornou a ter a expectativa que tinha quando começou a jogar futebol profissional. Tantos jogos bons naquela temporada fizeram com que o clube mais rico do país tentasse a sua contratação.

### Paris Saint-Germain

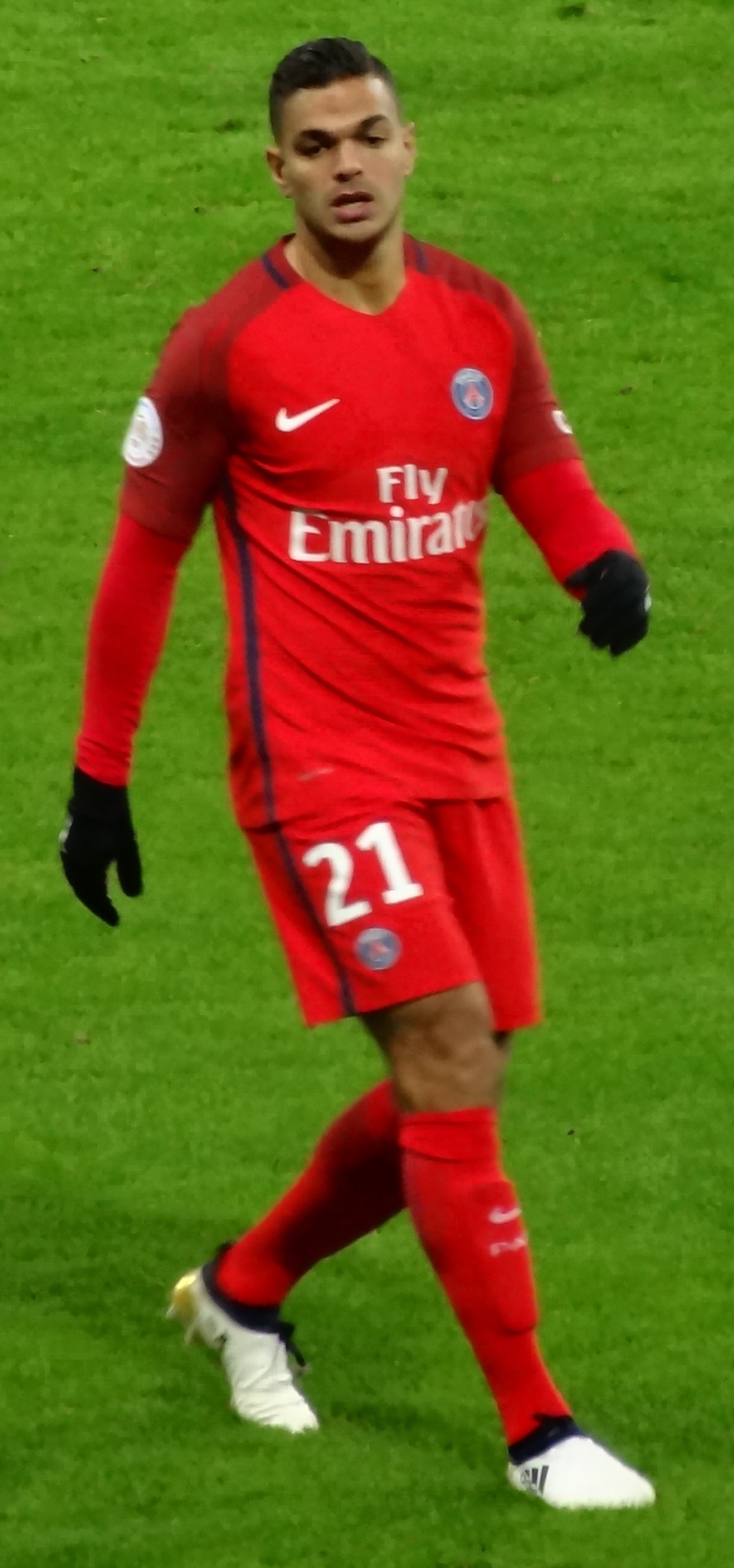
Ben Arfa atuando pelo PSG em 2016

No dia 1 de julho de 2016, o jogador chegou com grande expectativa no Paris Saint-Germain. Apesar de ter marcado no dia 6 de agosto, na goleada por 4–0 contra o Lyon, pela Supercopa da França, Ben Arfa nunca conseguiu atuar em uma partida completa pela Ligue 1. Logo em sua primeira temporada, o atleta se desentendeu com o presidente Nasser Al-Khelaïfi e foi afastado do time.
Ben Arfa jogou por apenas 32 partidas, onde marcou quatro gols. Contudo, ficou toda a temporada 2017–18 sem entrar em campo. Ele só deixou a equipe em junho de 2018, quando acabou o seu contrato.
Posteriormente, em 2023, Ben Arfa processou a equipe e venceu o processo por assédio moral.

### Rennes
Na temporada 2018–19, o jogador assinou com o Rennes por empréstimo de uma temporada, com opção de renovação por mais uma. Na equipe, ele voltou a ter bons números individuais, fazendo nove gols em 41 jogos.
O jogador esteve em campo na grande campanha da equipe pela Copa da França. Ele havia conseguido chegar até a final, onde enfrentou o seu ex-clube. A partida terminou empatada no tempo normal por 2–2, mas, ao chegarem nas penalidades, o Rennes conseguiu derrotar o PSG com Ben marcando o segundo gol na cobrança.
Ben Arfa, no entanto, não passou mais uma temporada no clube por decisão própria, e passou os últimos meses de 2019 sem jogar futebol. Durante esse tempo, o treinador Jorge Jesus buscou a contratação do atleta para integrar o Flamengo, mas as negociações não chegaram a avançar e o jogador permaneceu na Europa durante o ano seguinte.
No seu Instagram, o atleta disse que não assinou com nenhuma equipe, depois de rescindir seu contrato com o Rennes, pois não "se excitou" com "nenhum desafio proposto". Após essas falas, o atacante fez um comparativo com se relacionar com outra pessoa: "É como uma mulher, se ela não te excita, você desiste". Tais falas foram consideradas machistas e o jogador foi criticado.

### Valladolid e Bordeaux
Entre 2020 e 2021, o meia teve passagens por Valladolid e Bordeaux, ambas sem sucesso.

### Lille
Após seis meses sem clube, foi anunciado pelo Lille no dia 19 de janeiro de 2022.
Ele também não ficou muito tempo na equipe. Ben Arfa fez nove partidas e depois se envolveu em uma polêmica com o técnico do time. Em suas redes sociais, o jogador disse que o problema de Jocelyn Gourvennec "era a incompetência". Em seguida, o próprio treinador confirmou o incidente e Hatem não entrou mais em campo.
Desde que saiu do time, o jogador passou a temporada seguinte (2022–23) sem jogar nenhuma partida. Seu último jogo aconteceu no dia 2 de abril de 2022.

## Seleção Nacional
Após ter representado a França em todas as categorias de base, Ben Arfa estreou pela Seleção Francesa principal no dia 13 de outubro de 2007, contra as Ilhas Faroé, em partida válida pelas qualificações da Euro 2008. Na ocasião, o meia marcou o último gol da goleada por 6–0. Ben Arfa só voltou a balançar as redes pela França em agosto de 2010, numa derrota por 2–1 para a Noruega, em amistoso realizado no Estádio Ullevaal.

## Títulos
Lyon

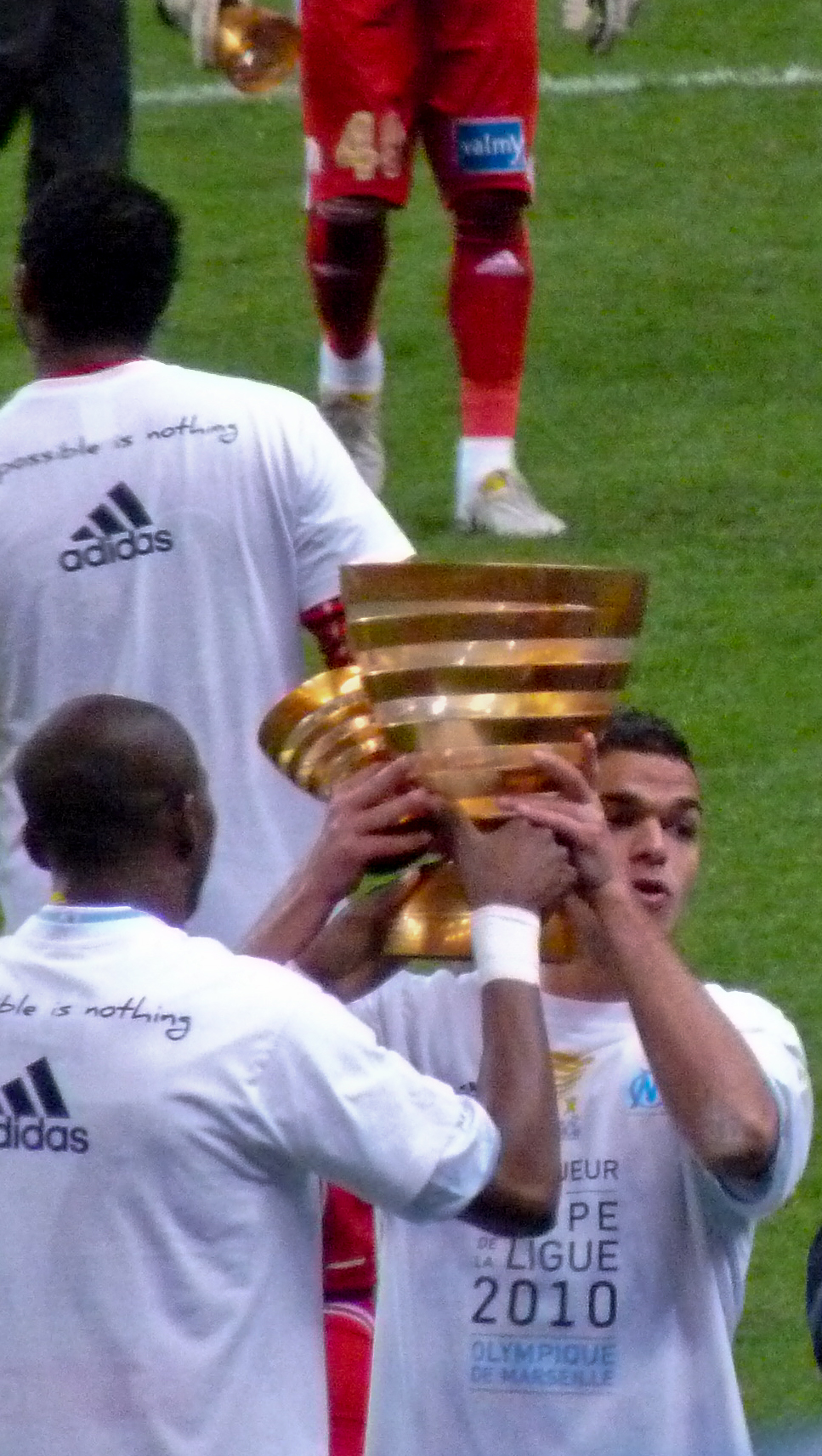
Ben Arfa erguendo o troféu da Copa da Liga em 2010

- Ligue 1: 2004–05, 2005–06, 2006–07 e 2007–08
- Supercopa da França: 2005, 2006 e 2007
- Copa da França: 2007–08
- Copa da Paz: 2007

Olympique de Marseille
- Copa da Liga Francesa: 2009–10
- Ligue 1: 2009–10
- Supercopa da França: 2010

Paris Saint-Germain
- Supercopa da França: 2016 e 2017
- Copa da Liga Francesa: 2016–17
- Copa da França: 2016–17

Rennes
- Copa da França: 2018–19

Seleção Francesa
- Campeonato Europeu Sub-17: 2004

### Prêmios individuais
- Melhor jogador jovem da Ligue 1: 2007–08
- Jogador do mês da Ligue 1: fevereiro de 2010
- 92º melhor jogador do ano de 2012 (The Guardian)[31]
- Equipe ideal da Ligue 1: 2014–15
- 87º melhor jogador do ano de 2016 (Marca)[32]

### Artilharias
- Campeonato Europeu Sub-17 de 2004 (3 gols)